# Vilho Pekkala
Vilho Ferdinand Pekkala (* 3. April 1898 in Kotka; † 20. Oktober 1974 in Kotka) war ein finnischer Ringer und Bronzemedaillengewinner bei den Olympischen Sommerspielen 1924 in Paris.
Bei den Spielen von 1924 trat Pekkala in der Klasse bis 79 kg im Freistilringen an. Am Ende lag er hinter Fritz Hagmann aus der Schweiz und Pierre Ollvier aus Belgien an dritter Stelle.
In Finnland wurde Vilho Pekkala nur einmal finnischer Meister, nämlich 1928 im Freistil. Im griechisch-römischen Stil hatte er mit dem zehnfachen finnischen Meister Oskar Friman und dem erfahrenen Onni Pellinen schwere Konkurrenten, im Freistil musste er sich öfters hinter seinem Konkurrenten Kyösti Luukko einordnen. Bis 1928 startete Pekkala für Helsingin Kisa-Veikot (HKV), ab 1929 für Hallan Visa in Kotka, später rang er für den Helsingin Poliisi-Voimailijat (HPV).

## Ergebnisse bei finnischen Meisterschaften
- 1922, 3. Platz, GR, bis 75 kg, hinter Oskar Friman und Masa Perttilä
- 1923, 3. Platz, GR, bis 75 kg, hinter Lauri Virtanen und A. Andersson
- 1924, 3. Platz, GR, bis 75 kg, hinter Oskar Friman und Eemil Juvonen
- 1924, 2. Platz, FS, bis 79 kg, hinter Väinö Penttala
- 1926, 2. Platz, GR, bis 82,5 kg, hinter Onni Pellinen
- 1927, 2. Platz, GR, bis 82,5 kg, hinter Onni Pellinen und vor Emil Vecksten
- 1928, 1. Platz, FS, bis 79 kg, vor Kyösti Luukko
- 1929, 2. Platz, FS, bis 79 kg, hinter Jaska Filppula
- 1931, 3. Platz, FS, bis 79 kg, hinter Kyösti Luukko und Matti Lahti
- 1935, 2. Platz, FS, bis 87 kg, hinter Kyösti Luukko